# Вильнёв-ле-Корбьер
Вильнё́в-ле-Корбье́р (фр. Villeneuve-les-Corbières) — коммуна во Франции, находится в регионе Лангедок — Руссильон. Департамент коммуны — Од. Входит в состав кантона Дюрбан-Корбьер. Округ коммуны — Нарбонна.
Код INSEE коммуны — 11431.

## Население
Население коммуны на 2008 год составляло 272 человека.
| 1962 | 1968 | 1975 | 1982 | 1990 | 1999 | 2008 |
| ---- | ---- | ---- | ---- | ---- | ---- | ---- |
| 243  | 276  | 249  | 219  | 231  | 240  | 272  |

## Экономика
В 2007 году среди 165 человек в трудоспособном возрасте (15—64 лет) 124 были экономически активными, 41 — неактивными (показатель активности — 75,2 %, в 1999 году было 63,8 %). Из 124 активных работали 108 человек (62 мужчины и 46 женщин), безработных было 16 (7 мужчин и 9 женщин). Среди 41 неактивного 15 человек были учениками или студентами, 11 — пенсионерами, 15 были неактивными по другим причинам.

## Фотогалерея

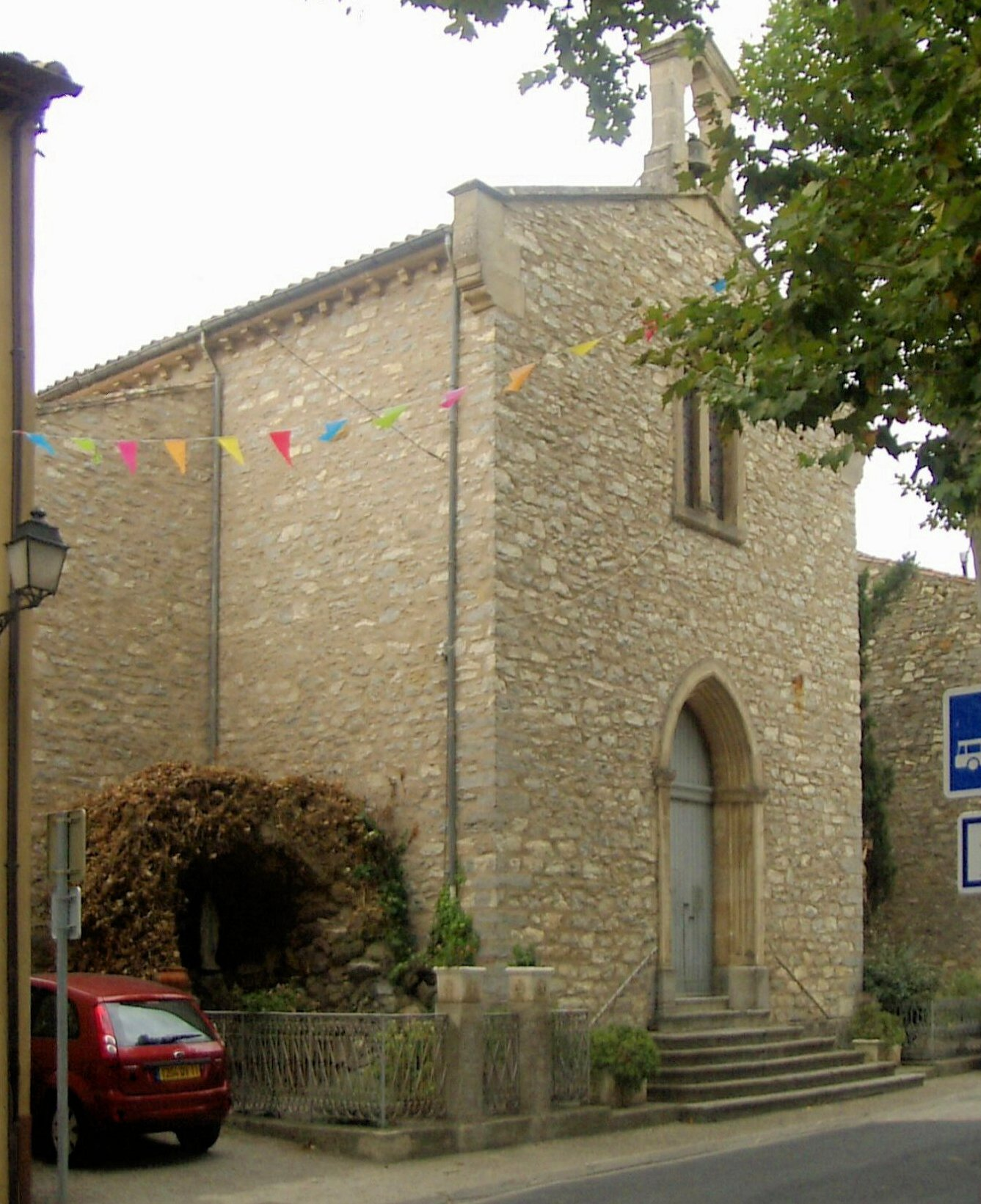
Церковь Сен-Сатюрнен
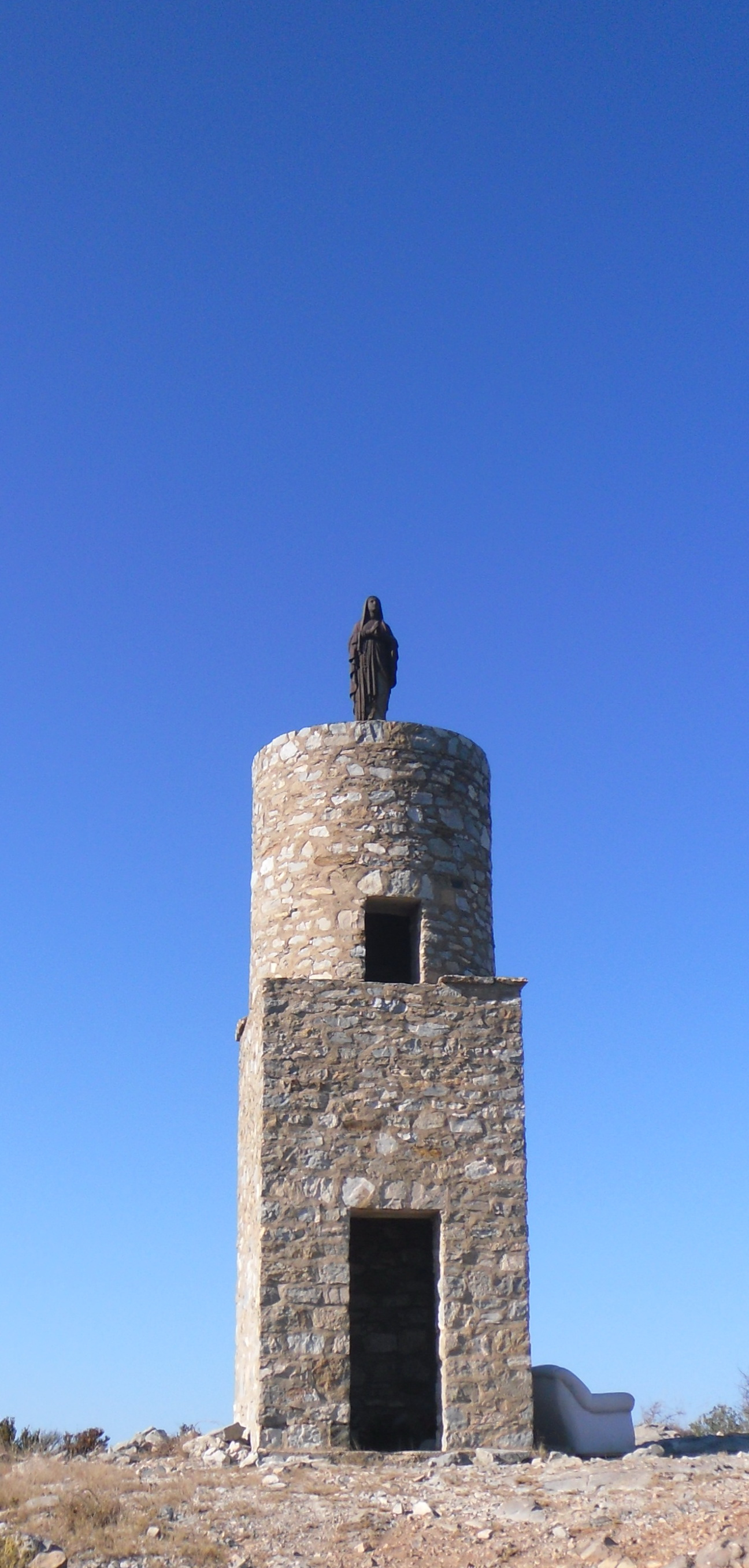
Церковь Нотр-Дам-де-ла-Рекауффа